# Darpa
Darpa is een geslacht van vlinders uit de familie van de dikkopjes (Hesperiidae).

## Soorten
Deze lijst is mogelijk niet compleet.
- D. hanria (Moore, 1865)
- D. pterica (Hewitson, 1868)
- D. striata (Druce, 1873)